# TBI plc
TBI plc är ett brittiskt företag som är verksamt på över trettio platser i tio länder på fyra kontinenter. Företaget tar hand om mer än 45 miljoner passagerare per år och har 4 500 anställda över hela världen. TBI äger och driver bland annat Stockholm Skavsta Flygplats.